# Cerodontha longipennis
Cerodontha longipennis är en tvåvingeart som beskrevs av Friedrich Hermann Loew 1869. Cerodontha longipennis ingår i släktet Cerodontha och familjen minerarflugor. Inga underarter finns listade i Catalogue of Life.